# Romance FL 65 de Debussy
Pour les articles homonymes, voir Romance (Debussy).
Romance, FL 65, est une mélodie pour voix et piano de Claude Debussy composée en 1885 sur un poème de Paul Bourget.

## Présentation
Romance, à l'incipit « L'âme évaporée et souffrante », est composé en 1885, sur un texte de Paul Bourget paru dans le recueil Les Aveux (Paris, Lemerre, 1882, livre 1er, Amour, p. 51). Le manuscrit de la mélodie, groupé avec Les Cloches, est conservé à la BnF.
À l'instar des Cloches, Romance est sans doute composé à la Villa Médicis.
La partition est publiée par Durand en 1891 puis, chez le même éditeur, au sein d'un recueil de Douze chants en 1906. Le morceau existe également dans une transcription pour violoncelle et piano de Ferdinando Ronchini, éditée chez Durand en 1911.
La durée moyenne d'exécution de la pièce est de deux minutes environ.
Dans le catalogue des œuvres du compositeur établi par le musicologue François Lesure, Romance porte le numéro FL 65 (79).

## Discographie
- Debussy Songs vol. 1, Christopher Maltman (en) (baryton), Malcolm Martineau (piano), Hyperion Records CDA67357, 2003.
- Claude Debussy : intégrale des mélodies, 4 CD, Liliana Faraon et Magali Léger (sopranos), Marie-Ange Todorovitch (mezzo-soprano), Gilles Ragon (ténor), François Le Roux (baryton), Jean-Louis Haguenauer (piano), Ligia Digital, 2014[5],[6] ;
- Claude Debussy : The complete works, CD 21, Philippe Jaroussky (contreténor), Jérôme Ducros (piano), Warner Classics, 2018[7].